# Abelharuco-australiano
Abelharuco-australiano (Merops ornatus), ou abelharuco-arco-íris, é uma única espécie da família dos abelharucos que é encontrada na Austrália.

## Descrição
Abelharuco-australiano são pássaros coloridos que crescem em torno 19 a 24 cm e pode chegar aos 28 cm de comprimento, incluindo as penas da cauda alongada. A parte superior das costas e as asas são de cor verde, e parte inferior das costas e da cauda são azuis brilhantes. A parte inferior das asas e penas de voo primárias são vermelho e com ponta preta, e a cauda é preto ao violeta profundo. Duas penas centrais da cauda são mais longas do que as outras penas da cauda, e nos machos são maiores que as das fêmeas. A cabeça, o tórax e a garganta são amarelos bem pálidos. Eles têm uma faixa preta através dos seus olhos avermelhados e o tórax.

## Distribuição ehabitat
Abelharuco-australiano é uma espécie comum e pode ser encontrado durante o verão em áreas florestadas na maior parte do sul da Austrália excluindo Tasmânia. Eles migram para o norte durante o inverno no norte da Austrália, Nova Guiné e algumas ilhas do sul da Indonésia.
Eles podem ser encontrados em florestas abertas, praias, dunas, falésias, mangues, matas e muitas vezes visitas de parques e jardins privados.

## Comportamento
Como outros abelharucos, também são pássaros muito sociais. Quando eles não estão produzindo eles pousam juntos em grandes grupos em vegetação rasteira e árvores de grande porte.

### Ninho
A época de reprodução ocorre antes e após o período chuvoso no norte e em novembro a janeiro no sul. Esses abelharucos "acreditam" em companheirismo para a vida. O macho trazem os insetos para as fêmeas, enquanto elas arrumam a toca que será seu ninho. O túnel do ninho é muito estreito, e os corpos das aves pressionam com tanta força contra as paredes do túnel que, quando as aves entram e saem o seu movimento funciona como um pistão, segura o ar e empurra para fora o ar. Os abelharucos também foram conhecidos para compartilhar túneis seu ninho com outros abelharucos e às vezes até outras espécies de aves. A fêmea põe entre 3 e 7 ovos brancos brilhantes, que são incubados por cerca de 24 dias até a eclosão. O abelharuco jovem empena após cerca de 30 dias e são alimentados por ambos pais. Os sapos-cururu são conhecidos também como predadores de seus filhotes.

### Alimentação
Eles comem principalmente insetos voadores, mas, como seu nome sugere, eles preferem as abelhas. Estão sempre olhando para insetos voadores, e pode detectar uma refeição potencial de até 150 metros de distância. Os abelharucos estão imune às picadas de abelhas e vespas, após a captura de uma abelha que vai esfregar ferrão do inseto contra o seu poleiro para removê-lo, fechar os olhos para evitar ser esguichado com o veneno rompido. Eles podem comer várias centenas de abelhas por dia, então eles são obviamente ressentidos pelos apicultores, mas seu dano é geralmente compensada por seu papel em exterminar pragas como gafanhotos, marimbondos e vespas sob controle.

## Galeria

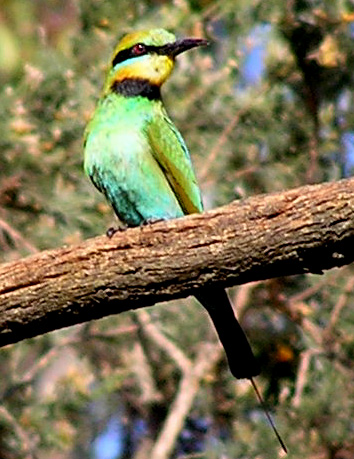
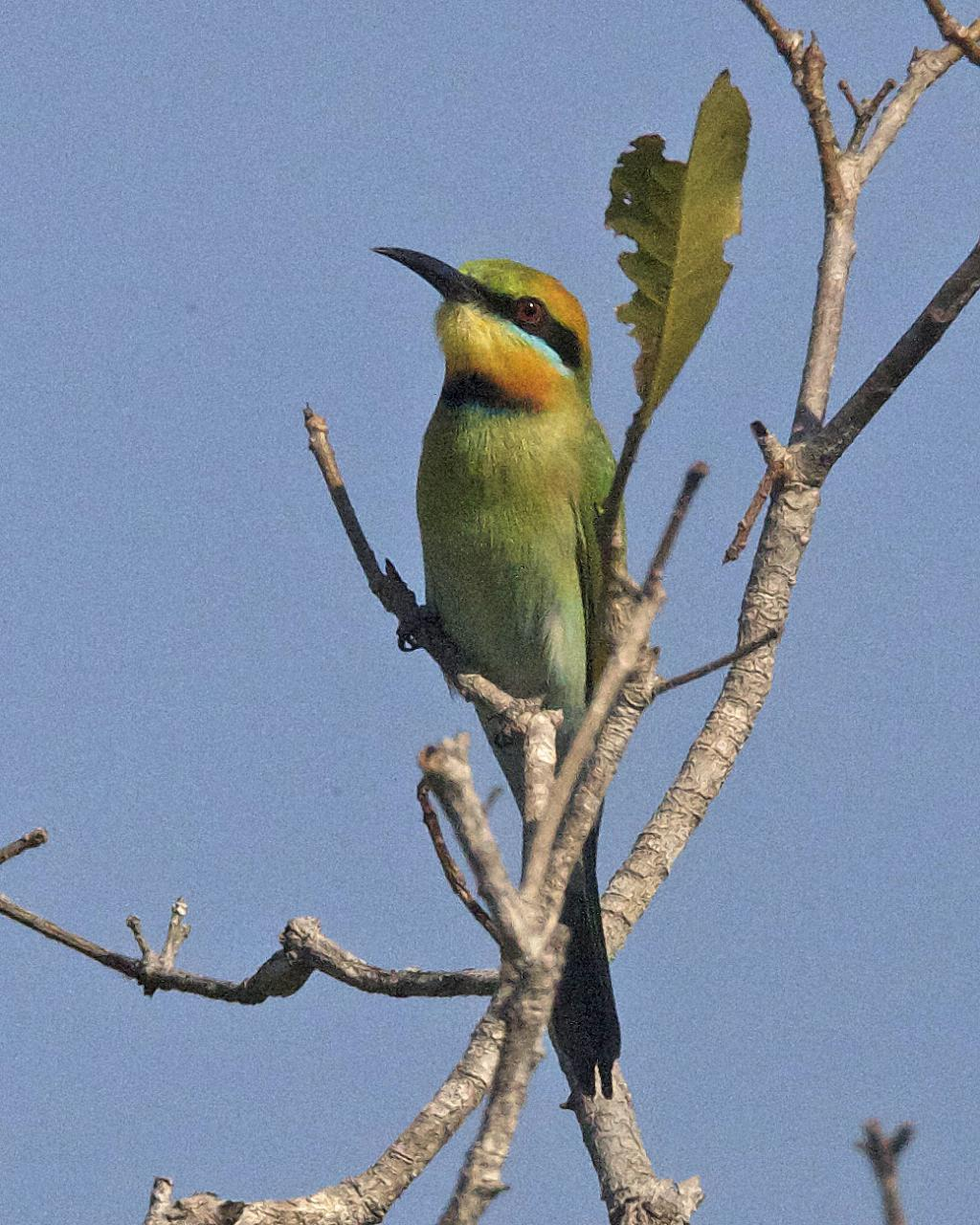
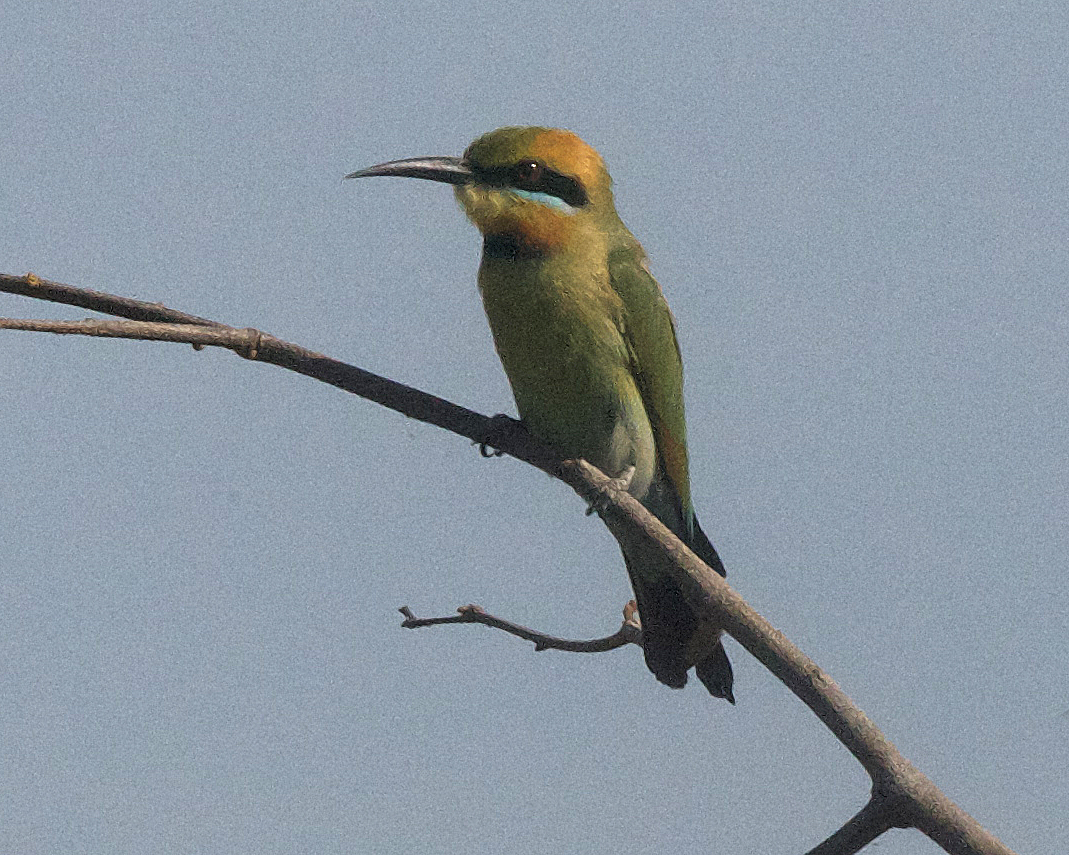
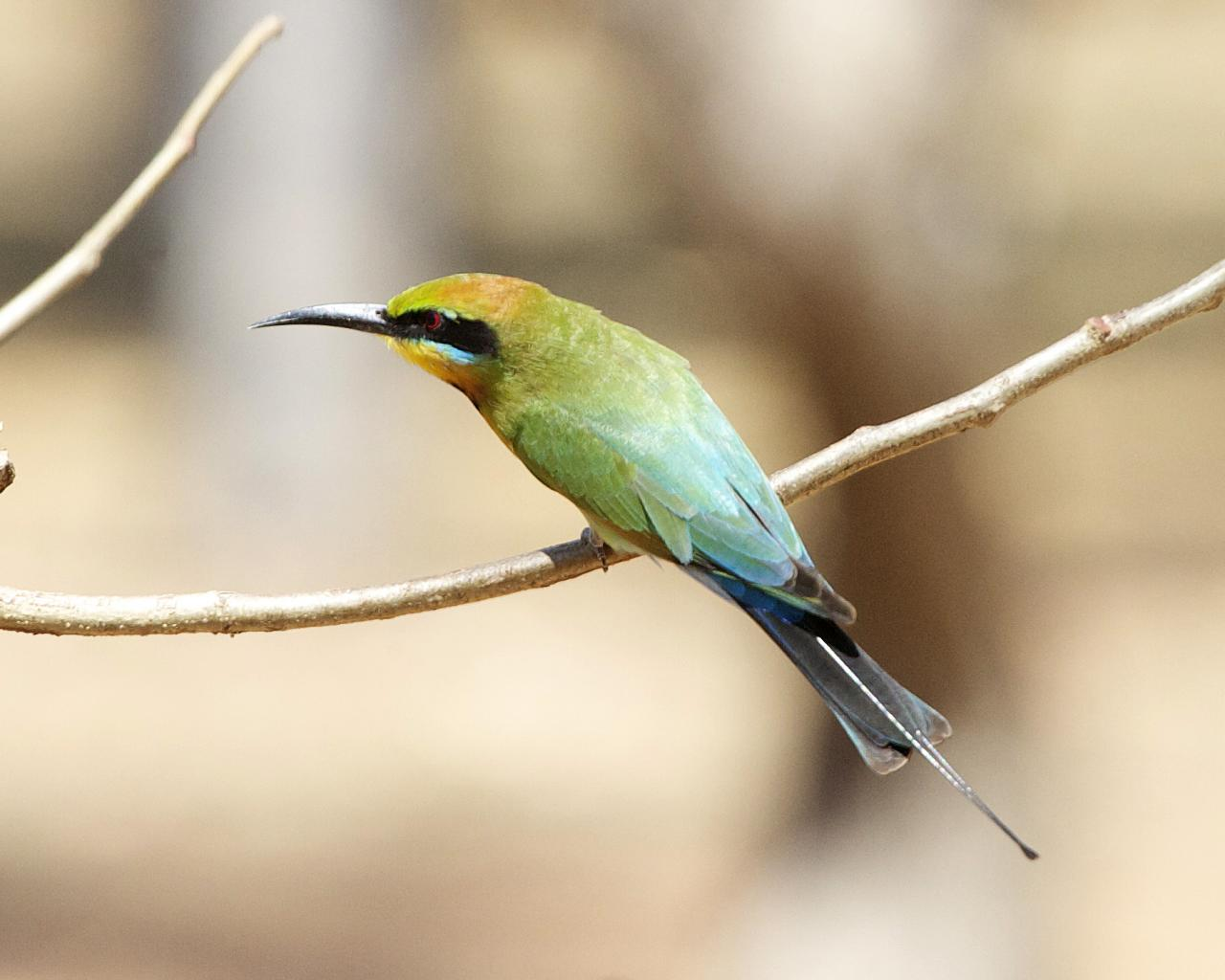
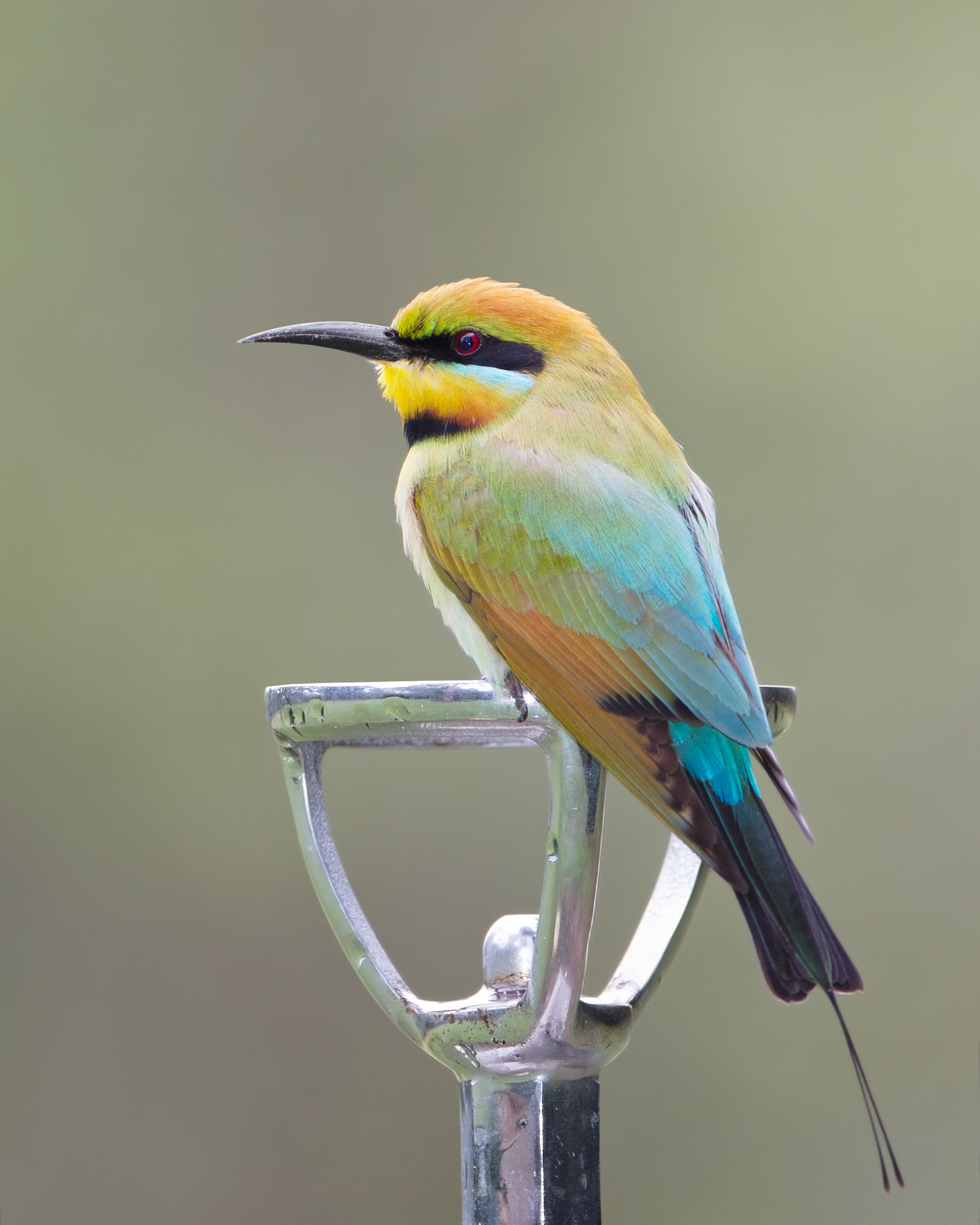
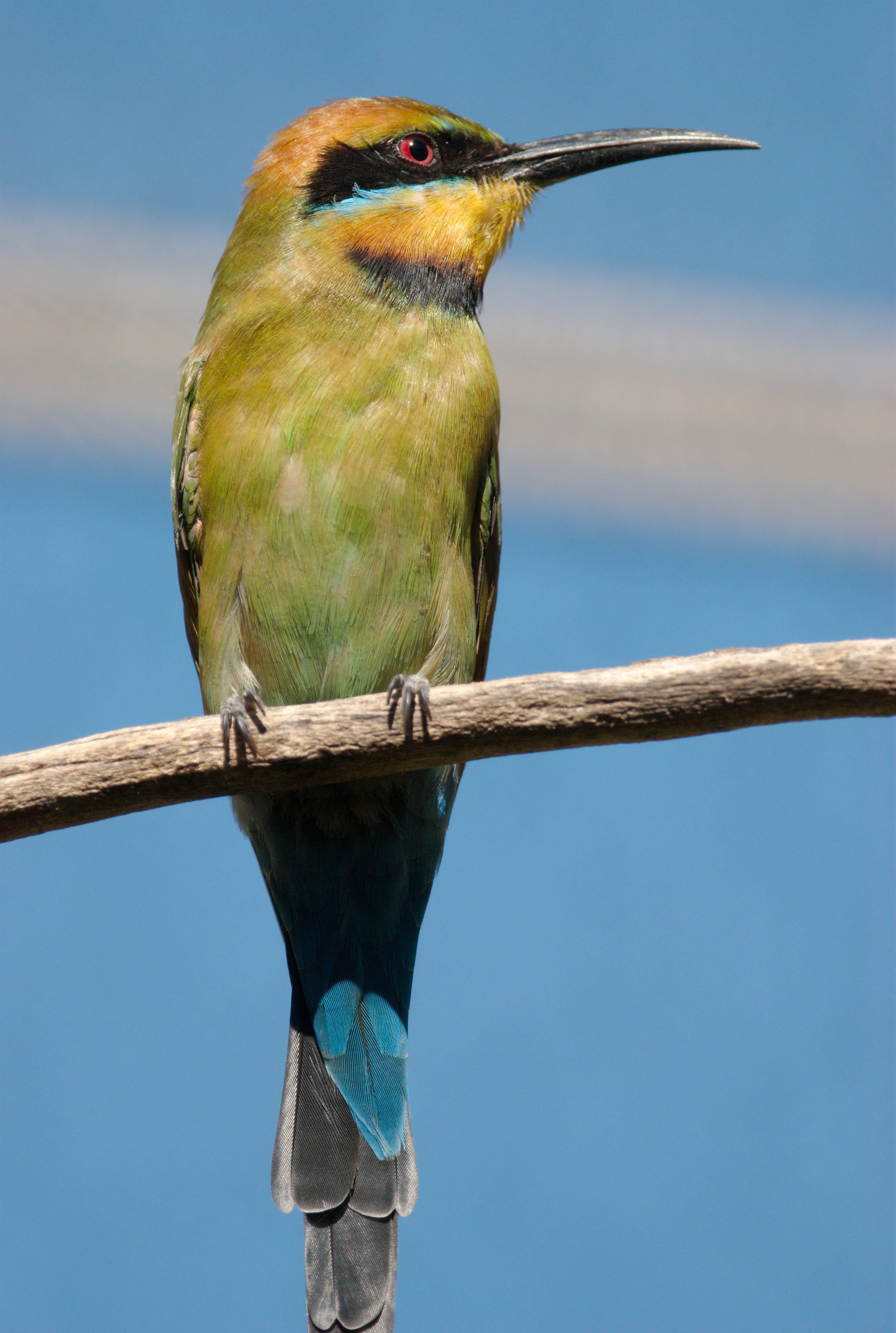
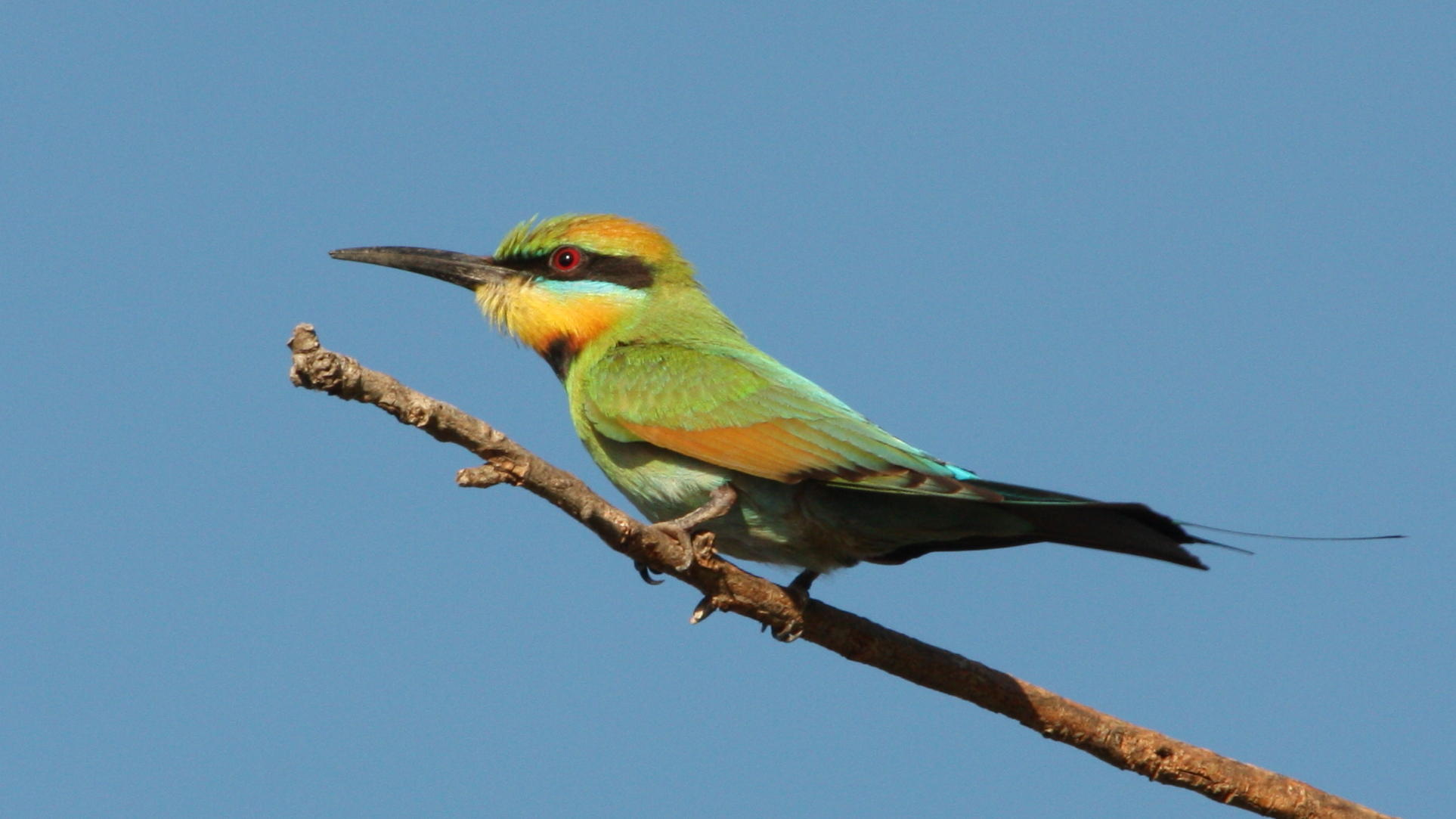
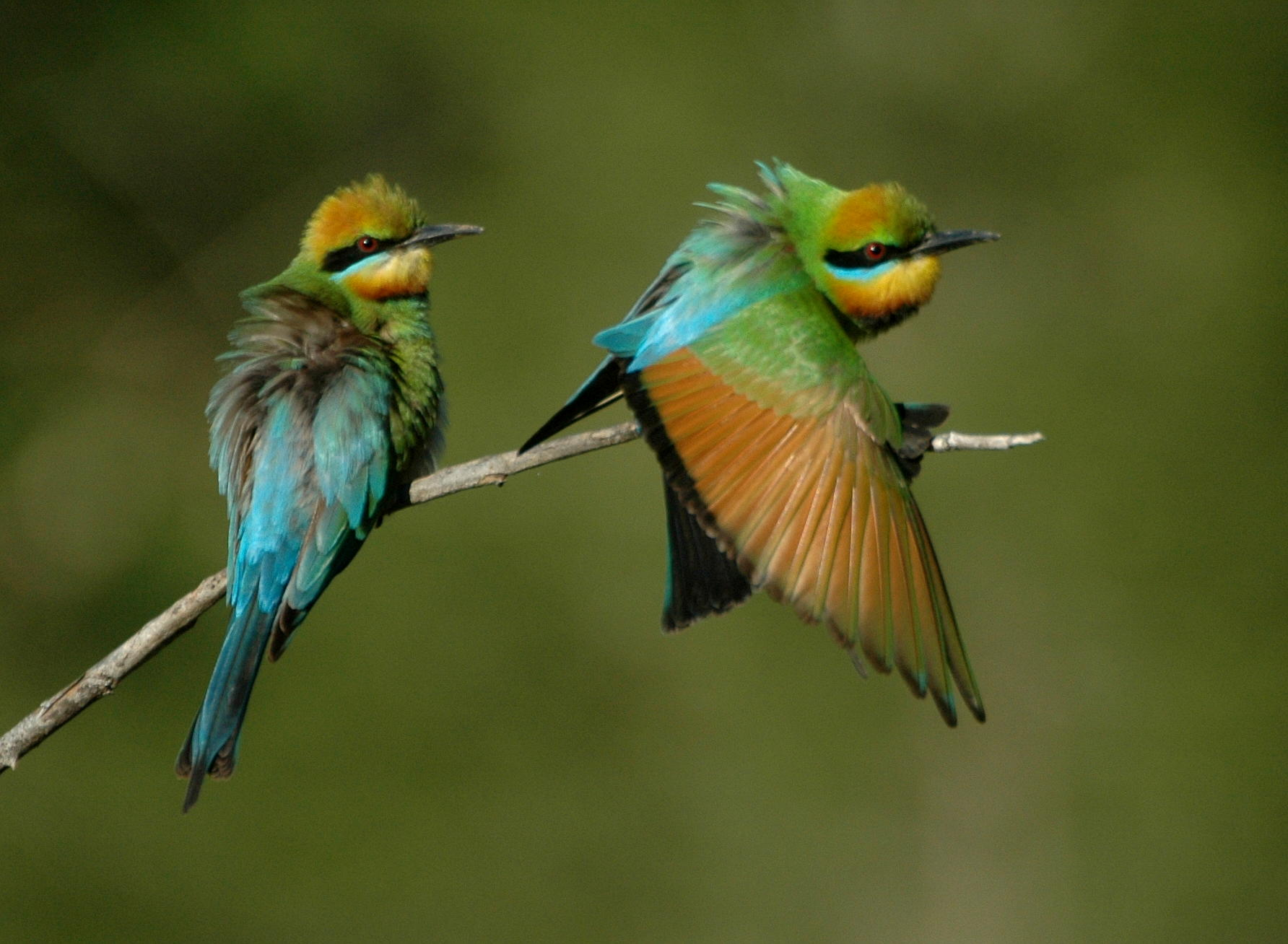